# Mysjkavitjy
Mysjkavitjy (vitryska: Мышкавічы) är en agropolis i Belarus.   Den ligger i voblasten Mahiljoŭs voblast, i den centrala delen av landet, 150 km sydost om huvudstaden Minsk. Mysjkavitjy ligger 157 meter över havet och antalet invånare är 2 000.

## Natur
Terrängen runt Mysjkavitjy är mycket platt. Trakten är glest befolkad. Närmaste större samhälle är Kіraŭsk, 6,3 km norr om Mysjkavitjy.